# Josep Ricart
Josep Ricart i Maimir (Taradell, 6 de junio de 1925-Barcelona, 29 de marzo de 2020) fue un escultor español.

## Biografía
Estudió en Vich, y posteriormente en la Escuela de la Lonja, en Barcelona. En 1961 efectuó su primera exposición individual en Barcelona. A lo largo de su trayectoria ha obtenido diversos premios por su obra, como el accésit en el Concurso Sant Jordi de la Diputación de Barcelona (1957), el Premio Nacional de Arte Religioso (1962), y el Premio Nacional en el Concurso Home de Mar en Torrevieja (Alicante). Artista comprometido con las reivindicaciones sociales, se definía como un «artista social del pueblo». Su estilo se enmarca en un cierto expresionismo simbolista inspirado en la escultura centroeuropea de principios del siglo xx, con influencia de artistas como Ernst Barlach.
Falleció a los noventa y cuatro años en Barcelona, donde residía, el 29 de marzo de 2020.

## Obras
Entre sus obras, la mayoría en Barcelona, destacan:
- El grupo de esculturas de la Cooperativa de Viviendas Montseny (1967), en la calle Pont del Treball, que incluye: Matrimonio, Cooperación y Cuatro cuñas.
- Cooperativa de Tranvías (1968), calle Bermejo con rambla Prim.
- Monumento al Doctor Trueta (1978), rambla del Poblenou.
- A mosén Pere Relats (1979), rambla del Poblenou con Doctor Trueta.
- Monumento al Estatuto de Cataluña de 1979, Parlamento de Cataluña.
- A Josep Maria Folch i Torres (1985), en la plaza homónima.

## Galería

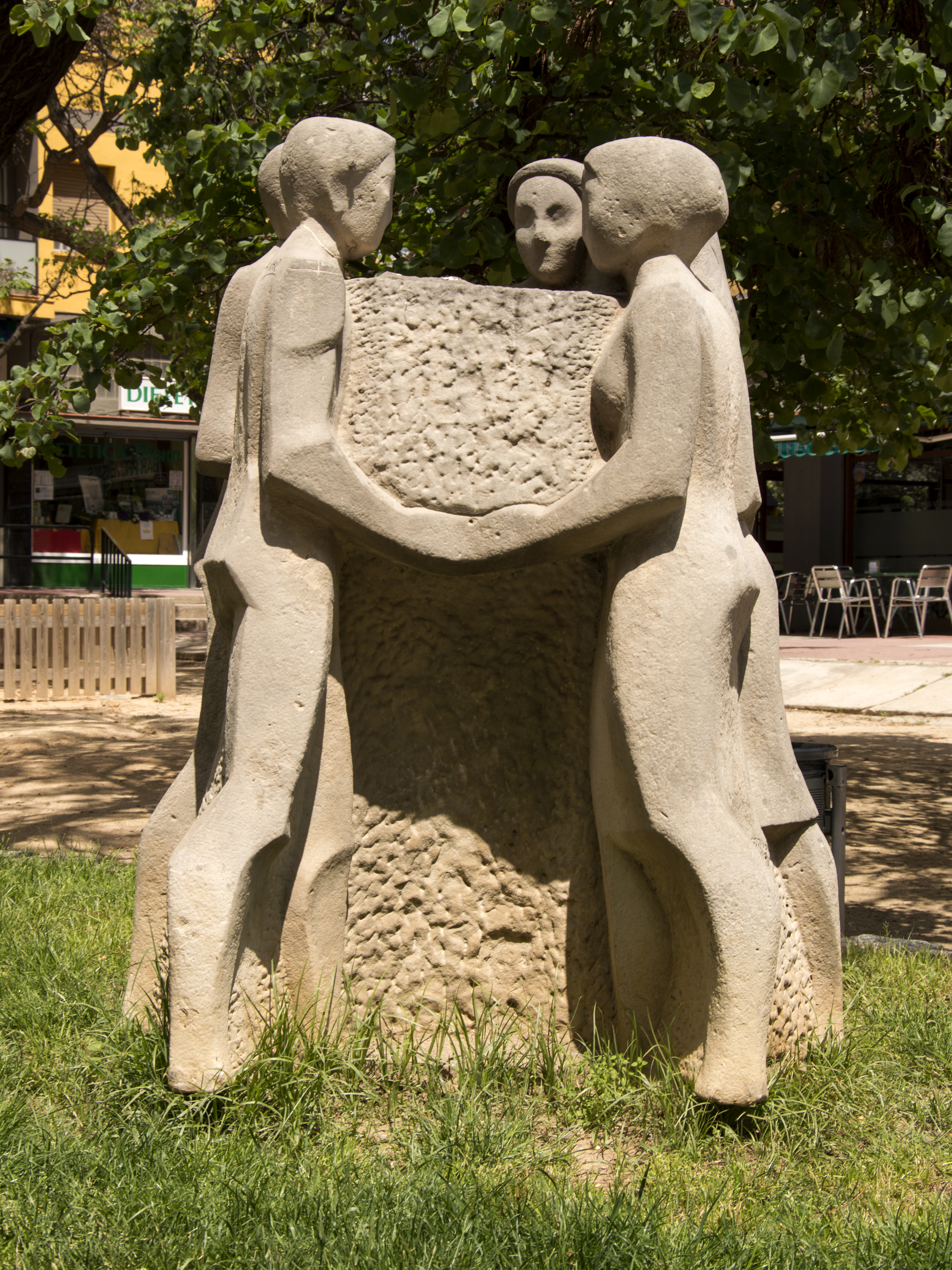
Cooperación.
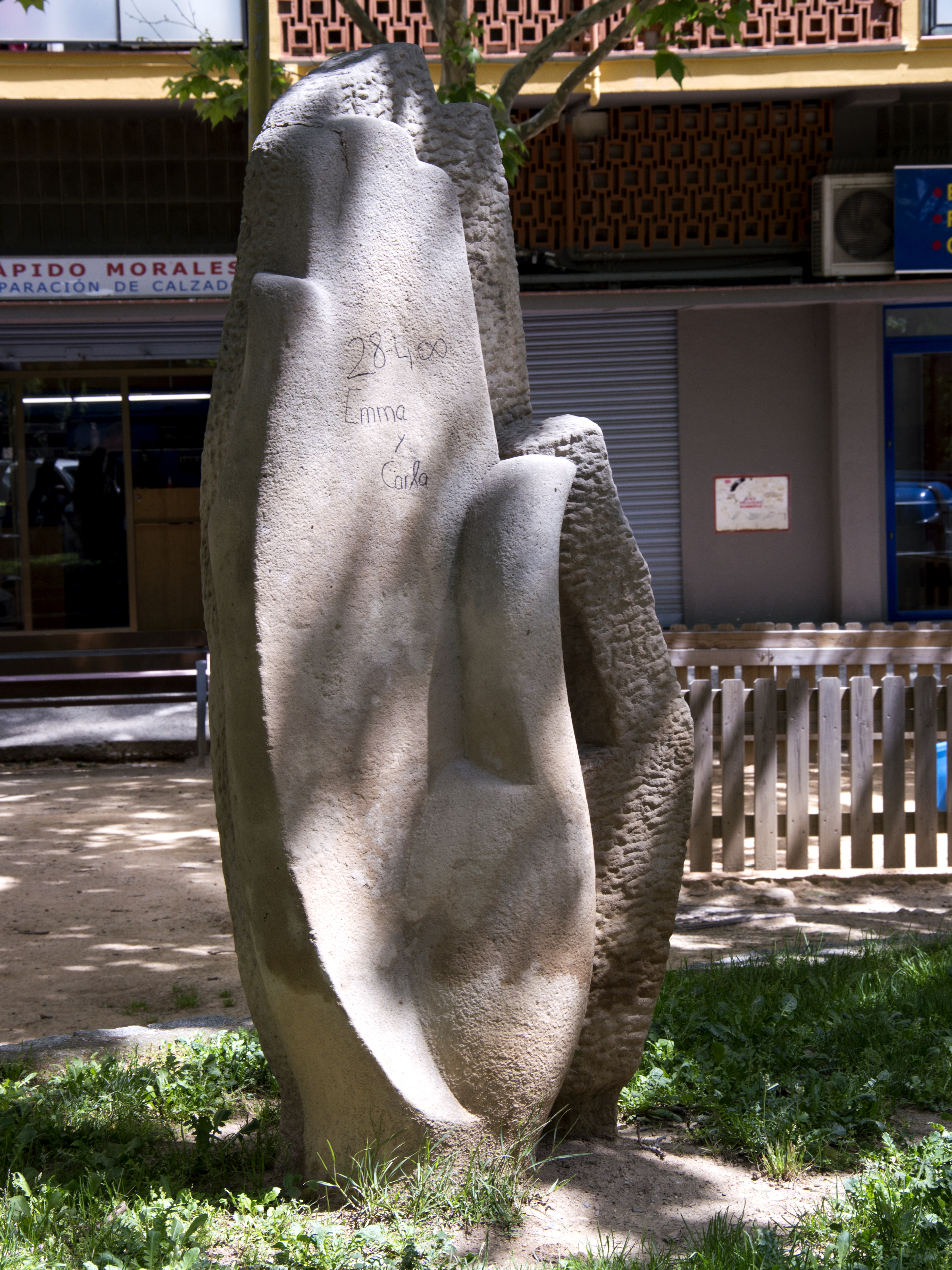
Matrimonio.
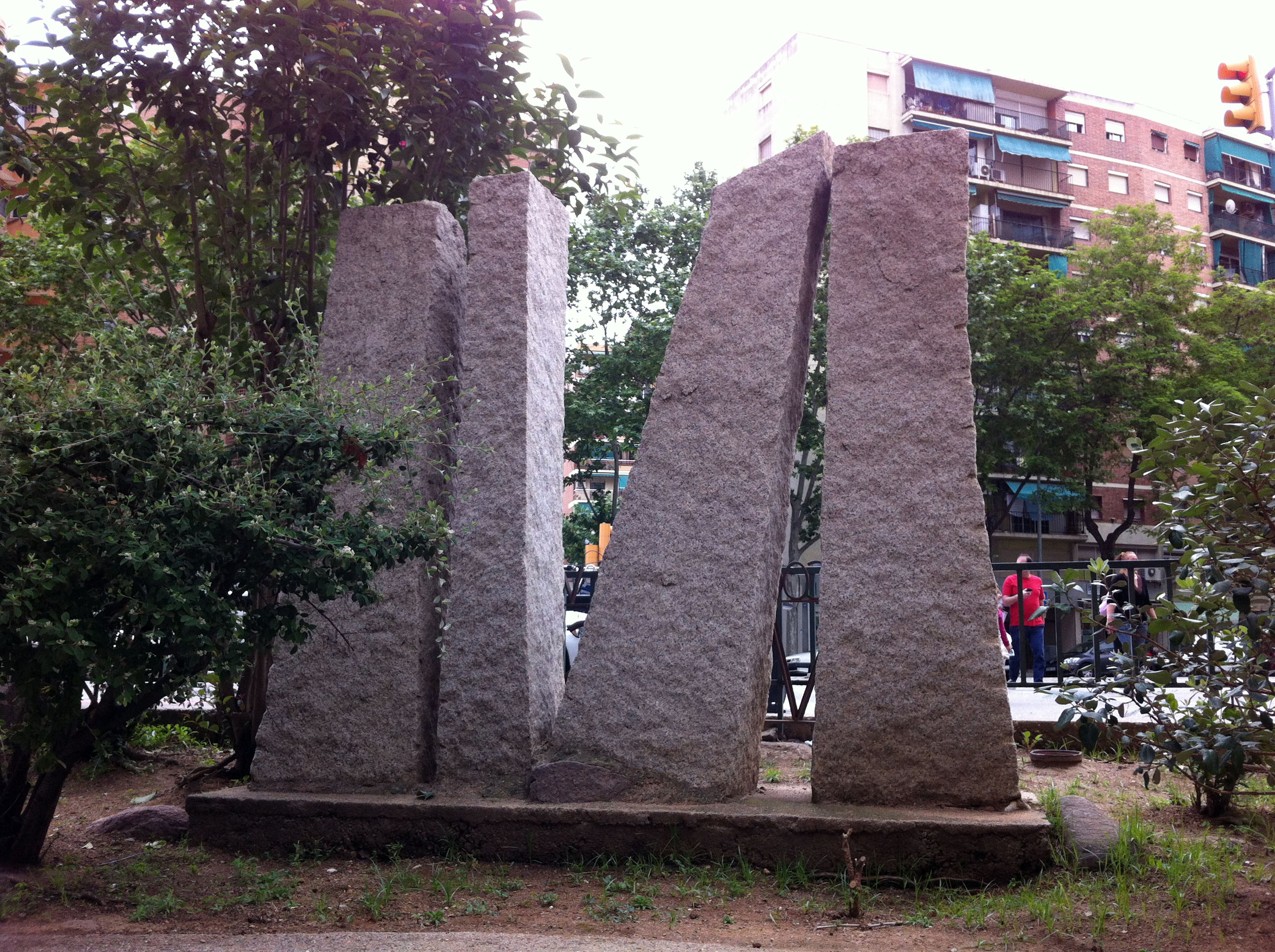
Cuatro cuñas.
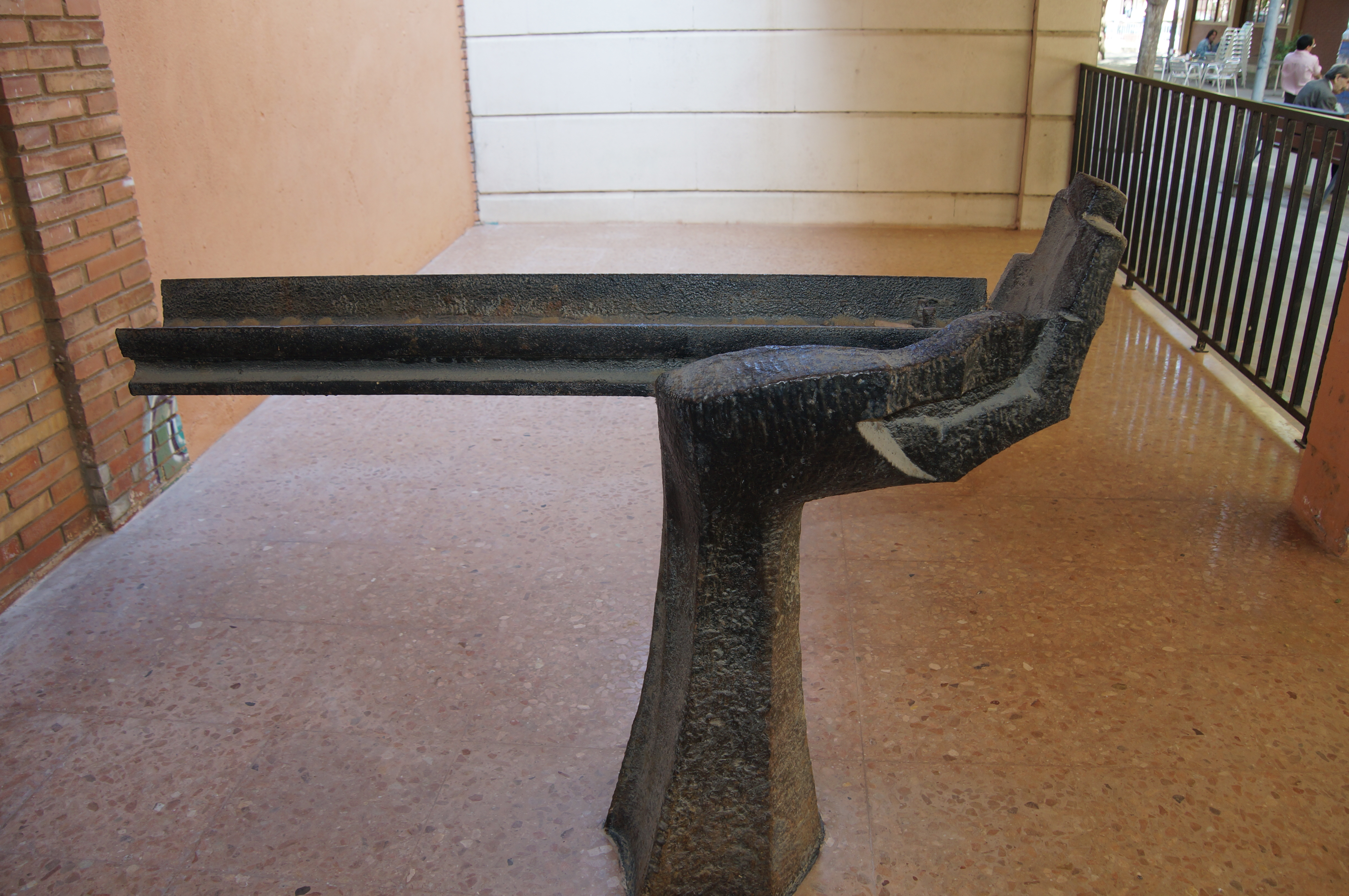
Cooperativa de Tranvías.
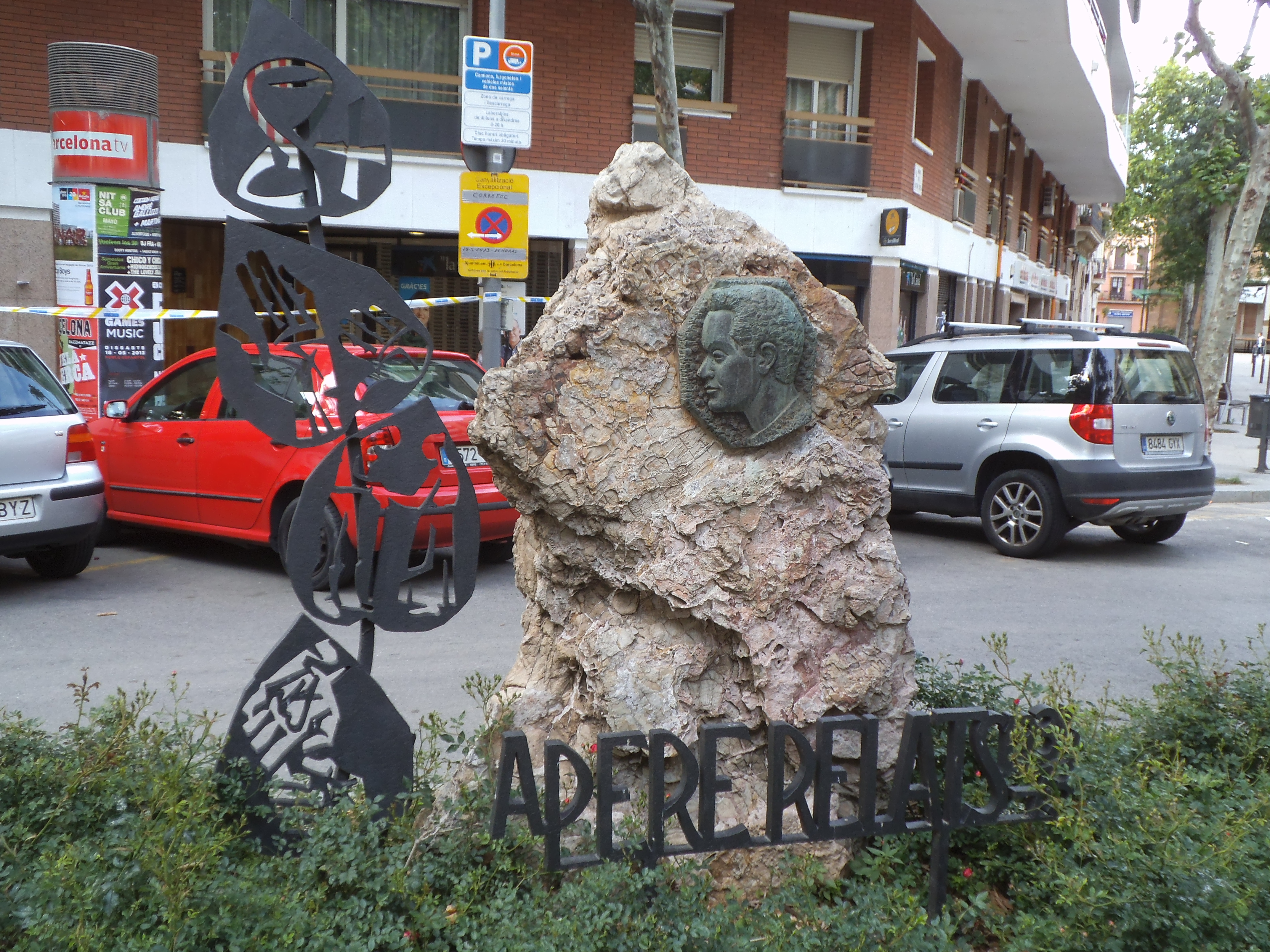
A mosén Pere Relats.
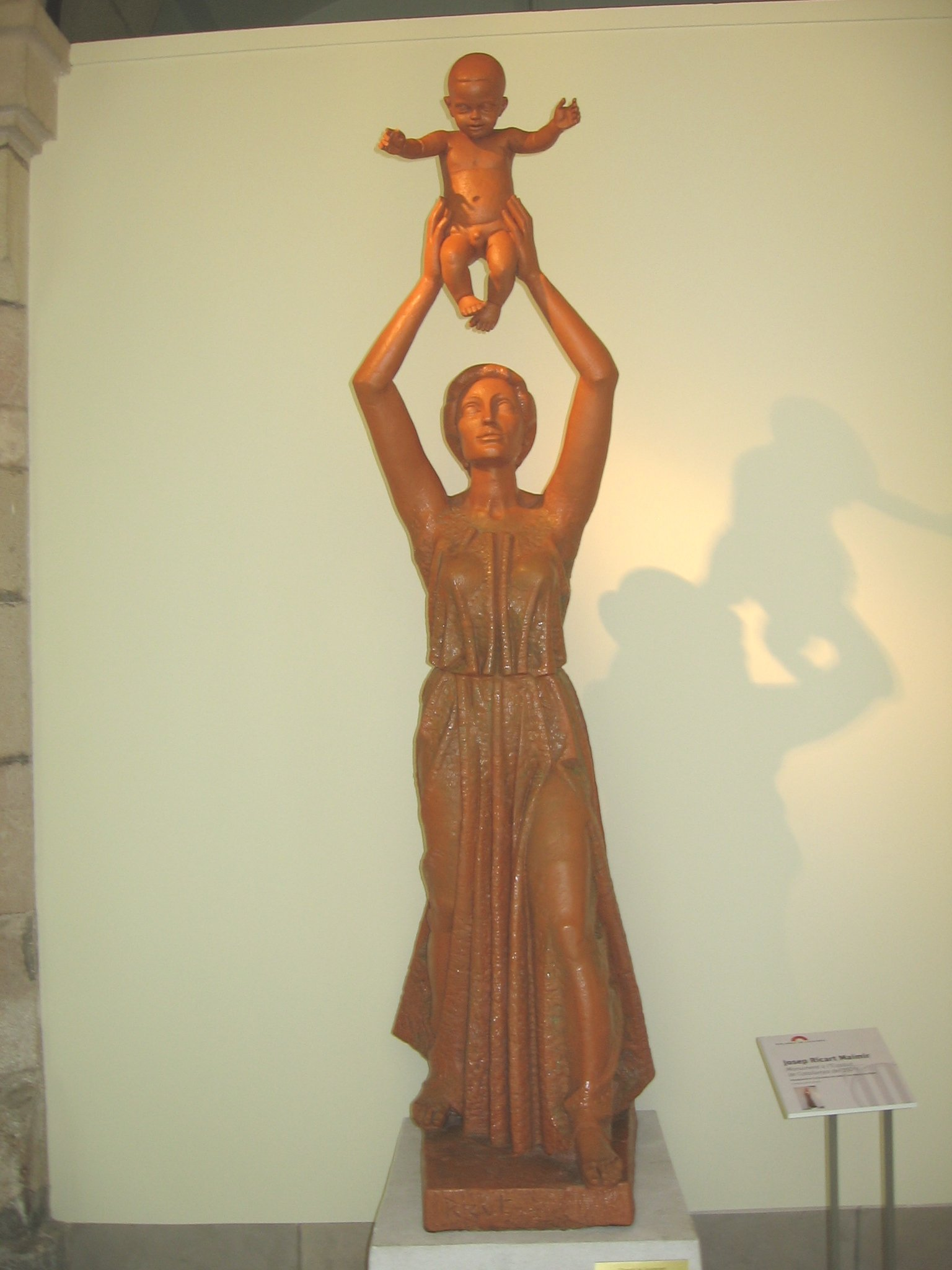
Monumento al Estatuto de Cataluña de 1979.
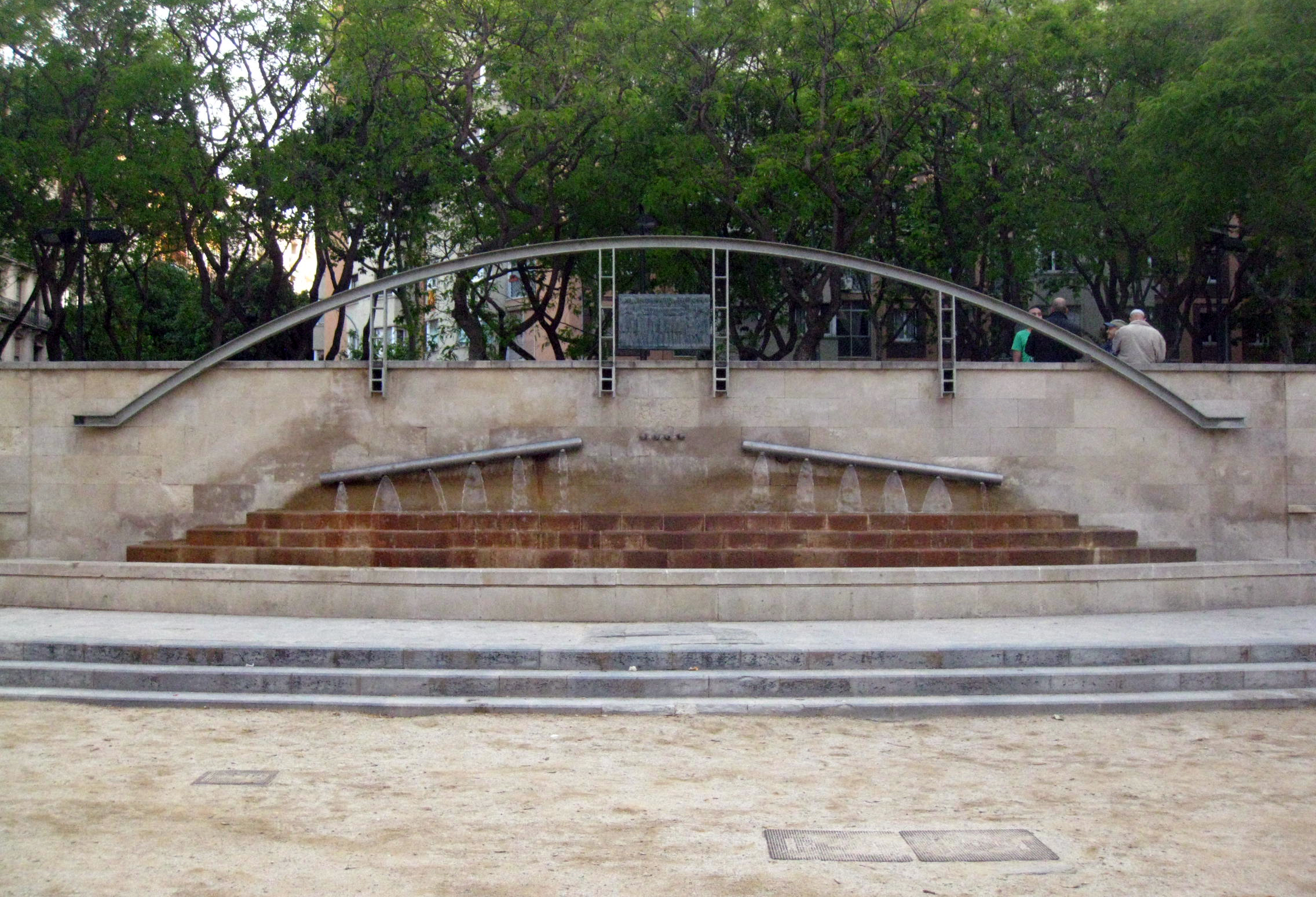
A Josep Maria Folch i Torres.